# John Middleton
John Kenneth Middleton (Coventry, Warwickshire, 21 de juny de 1906 - Bromsgrove, Worcestershire, 24 de gener de 1991) va ser un ciclista anglès que va prendre part en els Jocs Olímpics d'Amsterdam de 1928.
Va guanyar una medalla de plata en la contrarellotge per equips, formant equip amb Jack Lauterwasser i Frank Southall. En la contrarellotge individual acabà el vint-i-sisè.